# Louise Jopling

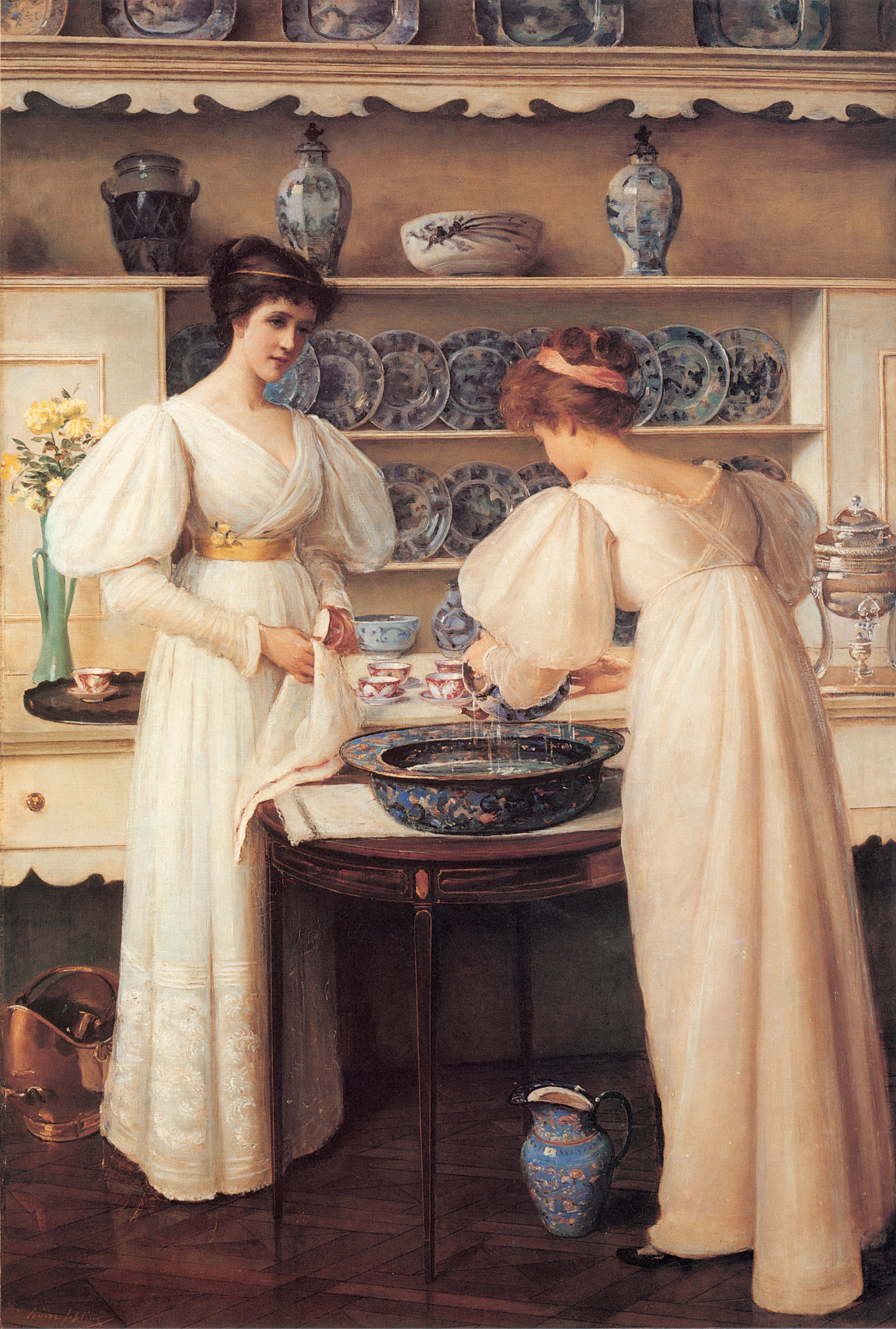
Blue and White (1896)

Louise Jane Jopling (geboren als Louise Jane Goode; Manchester, 16 november 1843 – Chesham Bois, 19 november 1933) was een Engelse kunstschilderes. In haar eigen tijd was ze al een bekende schilderes in de sociale kringen van Londen.

## Biografie
Louise Jopling werd op 16 november 1843 geboren in Manchester. Ze werd geboren in een groot gezin als dochter van Thomas Smith Goode, een spoorwegaannemer. Haar volwassen leven begon onrustig toen het bedrijf van haar vader failliet ging en hij zijn gezin verliet. Ook haar eerste huwelijk met ambtenaar Frank Romer gaf haar geen zekerheid. Op dit moment woonde ze in Parijs waar ze haar carrière in de kunst kon laten groeien. De Rothschildfamilie, werkgevers van Joplings man, diende als haar patronage en zij schilderde veel portretten van hen. Deze commissies boden haar weinig artistieke vrijheid, maar waren nodig om zichzelf en haar gezin financieel te ondersteunen. Nadat ze de Rothschildfamilie van Parijs naar Londen was gevolgd en van haar man was gescheiden, moest ze haar sociale status weer weten op te krikken als alleenstaande vrouw met twee kinderen. Dit lukte haar en ze kwam terecht in de juiste sociale kringen van Londen. Door middel van banden aan te leggen met mannen die als haar mentors in de kunst konden dienen en haar tweede huwelijk met Joseph Middleton Jopling, een ambtenaar en schilder, kwam ze in de betere artistieke kringen. Befaamde mannelijke schilders zoals John Everett Millais hielpen haar in haar carrière.
Haar carrière bestond voornamelijk uit het schilderen van portretten om economische redenen. Dat vrouwen veel minder verdienden dan hun mannelijke collega’s droeg hieraan bij. Zo kreeg Jopling 150 guineas voor een portret waar een man 1000 guinea's voor zou kunnen krijgen en heeft ze als vrouwelijke schilder vele werken geschilderd waar ze als man veel meer aan had kunnen verdienen. Als kostwinner van het gezin uitte ze hoe zwaar dit kon zijn. Zelfs in het jaar dat zij en haar zoontje ziek waren, heeft ze nog 18 werken kunnen schilderen. Hoewel Jopling zich in de juiste sociale kringen had weten te werken, bleef ze alsnog slachtoffer van de genderongelijkheid en werd ze als respectabele schilderes onderbetaald door haar tijdgenoten. Naast de portretten schilderde ze ook taferelen in de huiselijke sfeer waarbij ze werd geïnspireerd door het japonisme. Zo is een bekend werk van haar Blue and white waarin blauwe en witte bordjes op de achtergrond te zien zijn en het werk Five o’ Clock Tea waarin de Japanse kenmerken duidelijker te zien zijn. Doordat de vrouw beperkt was in schildergenres waarbinnen zij kon werken en ze rekening moest houden met de vraag van de klant, omdat ze daar financieel van afhankelijk was, bleef haar oeuvre beperkt tot portretten en huiselijke taferelen.
Soms beeldde ze een vrouw af uit Bijbelse of literaire verhalen die niet populair waren onder een mannelijk publiek. Hierin is haar feministische denkwijze terug te zien die ze ook in het dagelijkse leven had. Jopling steunde de suffragettebeweging en stelde haar studio beschikbaar voor bijeenkomsten van de Women’s Franchise League en de Women’s Suffrage Society. In 1880 sloot ze zich aan bij de Society of Women Artists en in 1891 de Royal Society of Portrait Painters. Ze wist als eerste vrouw toegelaten te worden bij de Royal Society of British Artists in 1901. Zelf richtte ze haar eigen kunstschool voor vrouwen op in 1887, streefde voor het gebruik van modellen voor de vrouwen aan de kunstacademie en schreef ze boeken waarmee vrouwen makkelijker zelf konden leren schilderen. Daarnaast was ze betrokken bij de actie voor het hervormen van vrouwenkleding en was ze vicepresident van de Healthy and Artistic Dress Union. Zij streefden naar kleding die niet gevaarlijk was voor de gezondheid terwijl de kleedstijl nog wel modebewust kon blijven. Haar ervaringen als vrouw in de kunstwereld zijn te lezen in haar biografie Twenty Years of My Life, 1867-1887.
Haar tweede echtgenoot stierf in 1884 en Jopling trouwde drie jaar later met George W. Rowe. Ondanks dit huwelijk bleef ze de naam Louise Jopling aanhouden als haar professionele naam. Inmiddels hangen haar werken in verschillende musea en galerijen in Engeland en wordt ze herdacht als befaamde schilderes en feministe die andere vrouwelijke schilders uit haar tijd steunde.

## Werken
Haar schilderijen hangen verspreid over verschillende plekken in Engeland zoals de Lady Lever Art Gallery, Torre Abbey Historic House and Gardens, Russel-Cotes Art Gallery and Museum, Laing Art Gallery, Manchester City Art Galleries en University College of London Art Museum.